# Campeonato Mundial de Atletismo de 2022
El XVIII Campeonato Mundial de Atletismo se celebró en Eugene (Estados Unidos) entre el 15 y el 24 de julio de 2022 bajo la organización de World Athletics y la Federación Estadounidense de Atletismo.
Originalmente, el campeonato iba a realizarse en agosto de 2021, pero debido a que los Juegos Olímpicos de Tokio fueron retrasados para ese año a causa de la pandemia de COVID-19, el campeonato tuvo que ser pospuesto para 2022.
Las competiciones se realizaron en el estadio Hayward Field de la ciudad estadounidense.
En esta edición se otorgó por primera vez un trofeo por equipos, basado en los puntos conseguidos en todas las pruebas, que correspondió al equipo de Estados Unidos.

## Elección
La ciudad estadounidense de Eugene fue nombrada sede del Mundial sin haberse convocado el habitual proceso de elección, caso que ya se había dado con la elección del Mundial de 2007. Fue la primera vez que Estados Unidos organizó este campeonato. La elección de la pequeña ciudad del estado de Oregón fue criticada por el hecho de que en sus proximidades se encuentra la sede central de la firma deportiva Nike y porque su estadio, el Hayward Field, con 30 000 plazas de aforo es el más pequeño de la historia del Mundial.

## Países participantes
Participaron 1972 atletas provenientes de 192 federaciones nacionales afiliadas a la IAAF, 1000 compitieron en la categoría masculina, 887 en la femenina y 85 en la mixta. Los atletas de Rusia y Bielorrusia fueron excluidos de este campeonato debido a la invasión rusa de Ucrania.

## Calendario
| E | Eliminatorias | C | Clasificación | ½ | Semifinales | F | Final |

| Fecha →               | Vi 15 | Vi 15 | Sá 16 | Sá 16 | Sá 16 | Do 17 | Do 17 | Do 17 | Lu 18 | Lu 18 | Ma 19 | Mi 20 | Ju 21 | Vi 22 | Vi 22 | Sá 23 | Sá 23 | Do 24 | Do 24 |
| --------------------- | ----- | ----- | ----- | ----- | ----- | ----- | ----- | ----- | ----- | ----- | ----- | ----- | ----- | ----- | ----- | ----- | ----- | ----- | ----- |
| Prueba ↓              | M     | T     | M     | T     | T     | M     | T     | T     | M     | T     | T     | T     | T     | M     | T     | M     | T     | M     | T     |
| 100 m                 | E     | E     |       | ½     | F     |       |       |       |       |       |       |       |       |       |       |       |       |       |       |
| 200 m                 |       |       |       |       |       |       |       |       |       | E     | ½     |       | F     |       |       |       |       |       |       |
| 400 m                 |       |       |       |       |       | E     |       |       |       |       |       | ½     |       |       | F     |       |       |       |       |
| 800 m                 |       |       |       |       |       |       |       |       |       |       |       | E     | ½     |       |       |       | F     |       |       |
| 1500 m                |       |       |       | E     | E     |       | ½     | ½     |       |       | F     |       |       |       |       |       |       |       |       |
| 5000 m                |       |       |       |       |       |       |       |       |       |       |       |       | E     |       |       |       |       |       | F     |
| 10 000 m              |       |       |       |       |       | F     |       |       |       |       |       |       |       |       |       |       |       |       |       |
| Maratón               |       |       |       |       |       | F     |       |       |       |       |       |       |       |       |       |       |       |       |       |
| 110 m vallas          |       |       | E     |       |       |       | ½     | F     |       |       |       |       |       |       |       |       |       |       |       |
| 400 m vallas          |       |       | E     |       |       |       | ½     | ½     |       |       | F     |       |       |       |       |       |       |       |       |
| 3000 m con obstáculos |       | E     |       |       |       |       |       |       |       | F     |       |       |       |       |       |       |       |       |       |
| 4 × 100 m             |       |       |       |       |       |       |       |       |       |       |       |       |       |       | E     |       | F     |       |       |
| 4 × 400 m             |       |       |       |       |       |       |       |       |       |       |       |       |       |       |       |       | E     |       | F     |
| 4 × 400 m mixto       | E     | F     |       |       |       |       |       |       |       |       |       |       |       |       |       |       |       |       |       |
| 20 km marcha          |       | F     |       |       |       |       |       |       |       |       |       |       |       |       |       |       |       |       |       |
| 35 km marcha          |       |       |       |       |       |       |       |       |       |       |       |       |       |       |       |       |       | F     |       |
| Salto de longitud     |       | C     |       | F     | F     |       |       |       |       |       |       |       |       |       |       |       |       |       |       |
| Triple salto          |       |       |       |       |       |       |       |       |       |       |       |       | C     |       |       |       | F     |       |       |
| Salto de altura       | C     |       |       |       |       |       |       |       |       | F     |       |       |       |       |       |       |       |       |       |
| Salto con pértiga     |       |       |       |       |       |       |       |       |       |       |       |       |       |       | C     |       |       |       | F     |
| Peso                  |       | C     |       |       |       |       | F     | F     |       |       |       |       |       |       |       |       |       |       |       |
| Disco                 |       |       |       |       |       |       | C     | C     |       |       | F     |       |       |       |       |       |       |       |       |
| Martillo              | C     |       | F     |       |       |       |       |       |       |       |       |       |       |       |       |       |       |       |       |
| Jabalina              |       |       |       |       |       |       |       |       |       |       |       |       | C     |       |       |       | F     |       |       |
| Decatlón              |       |       |       |       |       |       |       |       |       |       |       |       |       |       |       | F     | F     | F     | F     |

| Fecha →               | Vi 15 | Vi 15 | Sá 16 | Sá 16 | Do 17 | Do 17 | Do 17 | Lu 18 | Lu 18 | Ma 19 | Mi 20 | Ju 21 | Vi 22 | Vi 22 | Sá 23 | Sá 23 | Do 24 | Do 24 | Do 24 |
| --------------------- | ----- | ----- | ----- | ----- | ----- | ----- | ----- | ----- | ----- | ----- | ----- | ----- | ----- | ----- | ----- | ----- | ----- | ----- | ----- |
| Prueba ↓              | M     | T     | M     | T     | M     | T     | T     | M     | T     | T     | T     | T     | M     | T     | M     | T     | M     | T     | T     |
| 100 m                 |       |       |       | E     |       | ½     | F     |       |       |       |       |       |       |       |       |       |       |       |       |
| 200 m                 |       |       |       |       |       |       |       |       | E     | ½     |       | F     |       |       |       |       |       |       |       |
| 400 m                 |       |       |       |       | E     |       |       |       |       |       | ½     |       |       | F     |       |       |       |       |       |
| 800 m                 |       |       |       |       |       |       |       |       |       |       |       | E     |       | ½     |       |       |       | F     | F     |
| 1500 m                |       | E     |       | ½     |       |       |       |       | F     |       |       |       |       |       |       |       |       |       |       |
| 5000 m                |       |       |       |       |       |       |       |       |       |       | E     |       |       |       |       | F     |       |       |       |
| 10 000 m              |       |       | F     |       |       |       |       |       |       |       |       |       |       |       |       |       |       |       |       |
| Maratón               |       |       |       |       |       |       |       | F     |       |       |       |       |       |       |       |       |       |       |       |
| 100 m vallas          |       |       |       |       |       |       |       |       |       |       |       |       |       |       | E     |       |       | ½     | F     |
| 400 m vallas          |       |       |       |       |       |       |       |       |       | E     | ½     |       |       | F     |       |       |       |       |       |
| 3000 m con obstáculos |       |       | E     |       |       |       |       |       |       |       | F     |       |       |       |       |       |       |       |       |
| 4 × 100 m             |       |       |       |       |       |       |       |       |       |       |       |       |       | E     |       | F     |       |       |       |
| 4 × 400 m             |       |       |       |       |       |       |       |       |       |       |       |       |       |       |       | E     |       | F     | F     |
| 4 × 400 m mixto       | E     | F     |       |       |       |       |       |       |       |       |       |       |       |       |       |       |       |       |       |
| 20 km marcha          | F     |       |       |       |       |       |       |       |       |       |       |       |       |       |       |       |       |       |       |
| 35 km marcha          |       |       |       |       |       |       |       |       |       |       |       |       | F     |       |       |       |       |       |       |
| Salto de longitud     |       |       |       |       |       |       |       |       |       |       |       |       |       |       | C     |       |       | F     | F     |
| Triple salto          |       |       | C     |       |       |       |       |       | F     |       |       |       |       |       |       |       |       |       |       |
| Salto de altura       |       |       | C     |       |       |       |       |       |       | F     |       |       |       |       |       |       |       |       |       |
| Salto con pértiga     |       | C     |       |       |       | F     | F     |       |       |       |       |       |       |       |       |       |       |       |       |
| Peso                  |       | C     |       | F     |       |       |       |       |       |       |       |       |       |       |       |       |       |       |       |
| Disco                 |       |       |       |       |       |       |       |       | C     |       | F     |       |       |       |       |       |       |       |       |
| Martillo              | C     |       |       |       | F     |       |       |       |       |       |       |       |       |       |       |       |       |       |       |
| Jabalina              |       |       |       |       |       |       |       |       |       |       | C     |       |       | F     |       |       |       |       |       |
| Heptatlón             |       |       |       |       | F     | F     | F     | F     | F     |       |       |       |       |       |       |       |       |       |       |

## Resultados

### Masculino
| Evento                    | Oro                                                                               | Plata                                                                            | Bronce                                                                               |
| ------------------------- | --------------------------------------------------------------------------------- | -------------------------------------------------------------------------------- | ------------------------------------------------------------------------------------ |
| 100 m (16.07)             | Fred Kerley Estados Unidos 9,86                                                   | Marvin Bracy Estados Unidos 9,88                                                 | Trayvon Bromell Estados Unidos 9,88                                                  |
| 200 m (21.07)             | Noah Lyles Estados Unidos 19,31                                                   | Kenneth Bednarek Estados Unidos 19,77                                            | Erriyon Knighton Estados Unidos 19,80                                                |
| 400 m (22.07)             | Michael Norman Estados Unidos 44,29                                               | Kirani James Granada 44,48                                                       | Matthew Hudson-Smith Reino Unido 44,66                                               |
| 800 m (23.07)             | Emmanuel Korir Kenia 1:43,71                                                      | Yamel Sedyati Argelia 1:44,14                                                    | Marco Arop · Canadá · 1:44,28                                                        |
| 1500 m (19.07)            | Jake Wightman Reino Unido 3:29,23                                                 | Jakob Ingebrigtsen · Noruega · 3:29,47                                           | Mohamed Katir · España · 3:29,90                                                     |
| 5000 m (24.07)            | Jakob Ingebrigtsen · Noruega · 13:09,94                                           | Jacob Krop Kenia 13:09,98                                                        | Oscar Chelimo Uganda 13:10,20                                                        |
| 10 000 m (17.07)          | Joshua Cheptegei Uganda 27:27,43                                                  | Stanley Mburu Kenia 27:27,90                                                     | Jacob Kiplimo Uganda 27:27,97                                                        |
| 110 m vallas (17.07)      | Grant Holloway Estados Unidos 13,03                                               | Trey Cunningham Estados Unidos 13,08                                             | Asier Martínez · España · 13,17                                                      |
| 400 m vallas (19.07)      | Alison dos Santos · Brasil · 46,29                                                | Rai Benjamin Estados Unidos 46,89                                                | Trevor Bassitt Estados Unidos 47,39                                                  |
| 3000 m obstáculos (18.07) | Sufián El Bakkali Marruecos 8:25,13                                               | Lamecha Girma Etiopía 8:26,01                                                    | Conseslus Kipruto Kenia 8:27,92                                                      |
| 20 km marcha (15.07)      | Toshikazu Yamanishi Japón 1:19:07                                                 | Koki Ikeda Japón 1:19:14                                                         | Perseus Karlström · Suecia · 1:19:18                                                 |
| 35 km marcha (24.07)      | Massimo Stano · Italia · 2:23:14                                                  | Masatora Kawano Japón 2:23:15                                                    | Perseus Karlström · Suecia · 2:23:44                                                 |
| Maratón (17.07)           | Tamirat Tola Etiopía 2:03:36                                                      | Mosinet Geremew Etiopía 2:06:45                                                  | Bashir Abdi · Bélgica · 2:06:49                                                      |
| Salto de altura (18.07)   | Mutaz Essa Barshim Catar 2,37 m                                                   | Woo Sang-Hyeok Corea del Sur 2,35 m                                              | Andri Protsenko · Ucrania · 2,33 m                                                   |
| Salto con pértiga (24.07) | Armand Duplantis · Suecia · 6,21 RM                                               | Christopher Nilsen Estados Unidos 5,94                                           | Ernest Obiena Filipinas 5,94                                                         |
| Salto de longitud (16.07) | Wang Jianan China 8,36                                                            | Miltiadis Tentoglu · Grecia · 8,32                                               | Simon Ehammer · Suiza · 8,16                                                         |
| Triple salto (23.07)      | Pedro Pichardo Portugal 17,95                                                     | Hugues Fabrice Zango Burkina Faso 17,55                                          | Zhu Yaming China 17,31                                                               |
| Peso (17.07)              | Ryan Crouser Estados Unidos 22,94                                                 | Joe Kovacs Estados Unidos 21,89                                                  | Josh Awotunde Estados Unidos 21,29                                                   |
| Disco (19.07)             | Kristjan Čeh Eslovenia 71,13                                                      | Mykolas Alekna · Lituania · 69,27                                                | Andrius Gudžius · Lituania · 67,55                                                   |
| Martillo (16.07)          | Paweł Fajdek · Polonia · 81,98                                                    | Wojciech Nowicki · Polonia · 81,03                                               | Eivind Henriksen · Noruega · 80,87                                                   |
| Jabalina (23.07)          | Anderson Peters Granada 90,54                                                     | Neeraj Chopra India 88,13                                                        | Jakub Vadlejch · República Checa · 88,09                                             |
| 4 × 100 m (23.07)         | Canadá · Aaron Brown · Jerome Blake · Brendon Rodney · Andre De Grasse · 37,48    | Estados Unidos Christian Coleman Noah Lyles Elijah Hall Marvin Bracy 37,55       | Reino Unido Jona Efoloko Zharnel Hughes Nethaneel Mitchell-Blake Reece Prescod 37,83 |
| 4 × 400 m (24.07)         | Estados Unidos Elija Godwin Michael Norman Bryce Deadmon Champion Allison 2:56,17 | Jamaica Akeem Bloomfield Nathon Allen Jevaughn Powell Christopher Taylor 2:58,58 | Bélgica · Dylan Borlée · Julien Watrin · Alexander Doom · Kévin Borlée · 2:58,72     |
| Decatlón (24.07)          | Kevin Mayer Francia 8816 pts.                                                     | Pierce LePage · Canadá · 8701 pts.                                               | Zachery Ziemek Estados Unidos 8676 pts.                                              |

### Femenino
| Evento                    | Oro                                                                                | Plata                                                                                     | Bronce                                                                                     |
| ------------------------- | ---------------------------------------------------------------------------------- | ----------------------------------------------------------------------------------------- | ------------------------------------------------------------------------------------------ |
| 100 m (17.07)             | Shelly-Ann Fraser-Pryce Jamaica 10,67                                              | Shericka Jackson Jamaica 10,73                                                            | Elaine Thompson-Herah Jamaica 10,81                                                        |
| 200 m (21.07)             | Shericka Jackson Jamaica 21,45                                                     | Shelly-Ann Fraser-Pryce Jamaica 21,81                                                     | Dina Asher-Smith Reino Unido 22,02                                                         |
| 400 m (22.07)             | Shaunae Miller-Uibo Bahamas 49,11                                                  | Marileidy Paulino · República Dominicana · 49,60                                          | Sada Williams Barbados 49,75                                                               |
| 800 m (24.07)             | Athing Mu Estados Unidos 1:56,30                                                   | Keely Hodgkinson Reino Unido 1:56,38                                                      | Mary Moraa Kenia 1:56,71                                                                   |
| 1500 m (18.07)            | Faith Kipyegon Kenia 3:52,96                                                       | Gudaf Tsegay Etiopía 3:54,52                                                              | Laura Muir Reino Unido 3:55,28                                                             |
| 5000 m (23.07)            | Gudaf Tsegay Etiopía 14:46,29                                                      | Beatrice Chebet Kenia 14:46,75                                                            | Dawit Seyaum Etiopía 14:47,36                                                              |
| 10 000 m (16.07)          | Letesenbet Gidey Etiopía 30:09,94                                                  | Hellen Obiri Kenia 30:10,02                                                               | Margaret Kipkemboi Kenia 30:10,07                                                          |
| 100 m vallas (24.07)      | Tobi Amusan Nigeria 12,06                                                          | Britany Anderson Jamaica 12,23                                                            | Jasmine Camacho-Quinn Puerto Rico 12,23                                                    |
| 400 m vallas (22.07)      | Sydney McLaughlin Estados Unidos 50,68 RM                                          | Femke Bol · Países Bajos · 52,27                                                          | Dalilah Muhammad Estados Unidos 53,13                                                      |
| 3000 m obstáculos (20.07) | Norah Jeruto · Kazajistán · 8:53,02                                                | Werkuha Getachew Etiopía 8:54,61                                                          | Mekides Abebe Etiopía 8:56,08                                                              |
| 20 km marcha (15.07)      | Kimberly García León · Perú · 1:26:58                                              | Katarzyna Zdziebło · Polonia · 1:27:31                                                    | Qieyang Shijie China 1:27:56                                                               |
| 35 km marcha (22.07)      | Kimberly García León · Perú · 2:39:16                                              | Katarzyna Zdziebło · Polonia · 2:40:03                                                    | Qieyang Shijie China 2:40:37                                                               |
| Maratón (18.07)           | Gotytom Gebreslase Etiopía 2:18:11                                                 | Judith Korir Kenia 2:18:20                                                                | Lonah Chemtai Salpeter Israel 2:20:18                                                      |
| Salto de altura (19.07)   | Eleanor Patterson Australia 2,02 m                                                 | Yaroslava Mahuchij · Ucrania · 2,02 m                                                     | Elena Vallortigara · Italia · 2,00 m                                                       |
| Salto con pértiga (17.07) | Katie Nageotte Estados Unidos 4,85                                                 | Sandi Morris Estados Unidos 4,85                                                          | Nina Kennedy Australia 4,80                                                                |
| Salto de longitud (24.07) | Malaika Mihambo · Alemania · 7,12                                                  | Ese Brume Nigeria 7,02                                                                    | Letícia Oro Melo · Brasil · 6,89                                                           |
| Triple salto (18.07)      | Yulimar Rojas · Venezuela · 15,47                                                  | Shanieka Ricketts Jamaica 14,89                                                           | Tori Franklin Estados Unidos 14,72                                                         |
| Peso (16.07)              | Chase Ealey Estados Unidos 20,49                                                   | Gong Lijiao China 20,39                                                                   | Jessica Schilder · Países Bajos · 19,77                                                    |
| Disco (20.07)             | Feng Bin China 69,12                                                               | Sandra Perković · Croacia · 68,45                                                         | Valarie Allman Estados Unidos 68,30                                                        |
| Martillo (17.07)          | Brooke Andersen Estados Unidos 78,96                                               | Camryn Rogers · Canadá · 75,52                                                            | Janee' Kassanavoid Estados Unidos 74,86                                                    |
| Jabalina (22.07)          | Kelsey-Lee Barber Australia 66,91                                                  | Kara Winger Estados Unidos 64,05                                                          | Haruka Kitaguchi Japón 63,27                                                               |
| 4 × 100 m (23.07)         | Estados Unidos Melissa Jefferson Abby Steiner Jenna Prandini Twanisha Terry 41,14  | Jamaica Kemba Nelson Elaine Thompson-Herah Shelly-Ann Fraser-Pryce Shericka Jackson 41,18 | Alemania · Tatjana Pinto · Alexandra Burghardt · Gina Lückenkemper · Rebekka Haase · 42,03 |
| 4 × 400 m (24.07)         | Estados Unidos Talitha Diggs Abby Steiner Britton Wilson Sydney McLaughlin 3:17,79 | Jamaica Candice McLeod Janieve Russell Stephenie Ann McPherson Charokee Young 3:20,74     | Reino Unido Victoria Ohuruogu Nicole Yeargin Jessie Knight Laviai Nielsen 3:22,64          |
| Heptatlón (18.07)         | Nafissatou Thiam · Bélgica · 6947 pts.                                             | Anouk Vetter · Países Bajos · 6867 pts.                                                   | Anna Hall Estados Unidos 6755 pts.                                                         |

### Mixto
| Evento            | Oro | Plata                                                                                     | Bronce                                                                         |
| ----------------- | --- | ----------------------------------------------------------------------------------------- | ------------------------------------------------------------------------------ |
| 4 × 400 m (15.07) | República Dominicana · Lidio Andrés Feliz · Marileidy Paulino · Alexander Ogando · Fiordaliza Cofil · 3:09,82 | Países Bajos · Liemarvin Bonevacia · Lieke Klaver · Tony van Diepen · Femke Bol · 3:09,90 | Estados Unidos Elija Godwin Allyson Felix Vernon Norwood Kennedy Simon 3:10,16 |

## Medallero
| Núm. | País                 | Oro | Plata | Bronce | Total |
| ---- | -------------------- | --- | ----- | ------ | ----- |
| 1    | Estados Unidos       | 13  | 9     | 11     | 33    |
| 2    | Etiopía              | 4   | 4     | 2      | 10    |
| 3    | Jamaica              | 2   | 7     | 1      | 10    |
| 4    | Kenia                | 2   | 5     | 3      | 10    |
| 5    | China                | 2   | 1     | 3      | 6     |
| 6    | Australia            | 2   | 0     | 1      | 3     |
| 7    | Perú                 | 2   | 0     | 0      | 2     |
| 8    | Polonia              | 1   | 3     | 0      | 4     |
| 9    | Canadá               | 1   | 2     | 1      | 4     |
| 9    | Japón                | 1   | 2     | 1      | 4     |
| 11   | Reino Unido          | 1   | 1     | 5      | 7     |
| 12   | Noruega              | 1   | 1     | 1      | 3     |
| 13   | Granada              | 1   | 1     | 0      | 2     |
| 13   | Nigeria              | 1   | 1     | 0      | 2     |
| 13   | República Dominicana | 1   | 1     | 0      | 2     |
| 16   | Bélgica              | 1   | 0     | 2      | 3     |
| 16   | Suecia               | 1   | 0     | 2      | 3     |
| 16   | Uganda               | 1   | 0     | 2      | 3     |
| 19   | Alemania             | 1   | 0     | 1      | 2     |
| 19   | Brasil               | 1   | 0     | 1      | 2     |
| 19   | Italia               | 1   | 0     | 1      | 2     |
| 22   | Bahamas              | 1   | 0     | 0      | 1     |
| 22   | Catar                | 1   | 0     | 0      | 1     |
| 22   | Eslovenia            | 1   | 0     | 0      | 1     |
| 22   | Francia              | 1   | 0     | 0      | 1     |
| 22   | Kazajistán           | 1   | 0     | 0      | 1     |
| 22   | Marruecos            | 1   | 0     | 0      | 1     |
| 22   | Portugal             | 1   | 0     | 0      | 1     |
| 22   | Venezuela            | 1   | 0     | 0      | 1     |
| 30   | Países Bajos         | 0   | 3     | 1      | 4     |
| 31   | Lituania             | 0   | 1     | 1      | 2     |
| 31   | Ucrania              | 0   | 1     | 1      | 2     |
| 33   | Argelia              | 0   | 1     | 0      | 1     |
| 33   | Burkina Faso         | 0   | 1     | 0      | 1     |
| 33   | Corea del Sur        | 0   | 1     | 0      | 1     |
| 33   | Croacia              | 0   | 1     | 0      | 1     |
| 33   | Grecia               | 0   | 1     | 0      | 1     |
| 33   | India                | 0   | 1     | 0      | 1     |
| 39   | España               | 0   | 0     | 2      | 2     |
| 40   | Barbados             | 0   | 0     | 1      | 1     |
| 40   | Israel               | 0   | 0     | 1      | 1     |
| 40   | Filipinas            | 0   | 0     | 1      | 1     |
| 40   | Puerto Rico          | 0   | 0     | 1      | 1     |
| 40   | República Checa      | 0   | 0     | 1      | 1     |
| 40   | Suiza                | 0   | 0     | 1      | 1     |
|      | TOTAL                | 49  | 49    | 49     | 147   |

Fuente: worldathletics.org

## Clasificación por puntos
| Puesto | Nación               | 1º | 2º | 3º | 4º | 5º | 6º | 7º | 8º | Total |
| Puesto | Nación               | Pl | Pl | Pl | Pl | Pl | Pl | Pl | Pl | Total |
| ------ | -------------------- | -- | -- | -- | -- | -- | -- | -- | -- | ----- |
| 1      | Estados Unidos       | 13 | 9  | 11 | 5  | 6  | 12 | 1  | 8  | 328   |
| 2      | Jamaica              | 2  | 7  | 1  | 2  | 3  | 3  | 4  | 0  | 110   |
| 3      | Etiopía              | 4  | 4  | 2  | 3  | 2  | 2  | 1  | 3  | 106   |
| 4      | Kenia                | 2  | 5  | 3  | 3  | 2  | 2  | 2  | 2  | 104   |
| 5      | Reino Unido          | 1  | 1  | 5  | 1  | 3  | 1  | 1  | 1  | 68    |
| 6      | Canadá               | 1  | 2  | 1  | 3  | 2  | 3  | 1  | 1  | 63    |
| 6      | China                | 2  | 1  | 3  | 1  | 2  | 2  | 1  | 1  | 63    |
| 8      | Polonia              | 1  | 3  | 0  | 3  | 1  | 0  | 0  | 1  | 49    |
| 9      | Australia            | 2  | 0  | 1  | 1  | 3  | 1  | 2  | 1  | 47    |
| 9      | Países Bajos         | 0  | 3  | 1  | 3  | 0  | 1  | 1  | 0  | 47    |
| 11     | Japón                | 1  | 2  | 1  | 1  | 0  | 1  | 1  | 2  | 40    |
| 12     | Italia               | 1  | 0  | 1  | 3  | 1  | 0  | 2  | 2  | 39    |
| 13     | Brasil               | 1  | 0  | 1  | 1  | 1  | 1  | 3  | 2  | 34    |
| 14     | Francia              | 1  | 0  | 0  | 2  | 2  | 1  | 1  | 1  | 32    |
| 14     | Alemania             | 1  | 0  | 1  | 1  | 2  | 1  | 1  | 0  | 32    |
| 14     | Suecia               | 1  | 0  | 2  | 1  | 1  | 1  | 0  | 0  | 32    |
| 17     | España               | 0  | 0  | 2  | 1  | 2  | 1  | 1  | 1  | 31    |
| 18     | Bélgica              | 1  | 0  | 2  | 0  | 1  | 1  | 0  | 0  | 27    |
| 19     | Noruega              | 1  | 1  | 1  | 0  | 0  | 0  | 1  | 1  | 24    |
| 20     | Nigeria              | 1  | 1  | 0  | 1  | 0  | 1  | 0  | 0  | 23    |
| 21     | República Dominicana | 1  | 1  | 0  | 0  | 1  | 1  | 0  | 0  | 22    |
| 21     | Ucrania              | 0  | 1  | 1  | 1  | 0  | 0  | 1  | 2  | 22    |
| 23     | Uganda               | 1  | 0  | 2  | 0  | 0  | 0  | 0  | 1  | 21    |
| 24     | Granada              | 1  | 1  | 0  | 0  | 1  | 0  | 0  | 0  | 19    |
| 25     | Suiza                | 0  | 0  | 1  | 0  | 1  | 1  | 1  | 3  | 18    |
| 26     | Grecia               | 0  | 1  | 0  | 1  | 1  | 0  | 0  | 0  | 16    |
| 26     | Perú                 | 2  | 0  | 0  | 0  | 0  | 0  | 0  | 0  | 16    |
| 26     | Portugal             | 1  | 0  | 0  | 0  | 1  | 1  | 0  | 1  | 16    |
| 29     | Cuba                 | 0  | 0  | 0  | 2  | 0  | 1  | 1  | 0  | 15    |
| 29     | Eslovenia            | 1  | 0  | 0  | 1  | 0  | 0  | 1  | 0  | 15    |
| 31     | Kazajistán           | 1  | 0  | 0  | 2  | 0  | 1  | 2  | 1  | 13    |
| 31     | Lituania             | 0  | 1  | 1  | 0  | 0  | 0  | 0  | 0  | 13    |
| 33     | Sudáfrica            | 0  | 0  | 0  | 0  | 2  | 1  | 0  | 1  | 12    |
| 34     | Argelia              | 0  | 1  | 0  | 0  | 1  | 0  | 0  | 0  | 11    |
| 34     | Croacia              | 0  | 1  | 0  | 0  | 0  | 1  | 0  | 1  | 11    |
| 34     | Eritrea              | 0  | 0  | 0  | 1  | 1  | 0  | 1  | 0  | 11    |
| 34     | India                | 0  | 1  | 0  | 0  | 0  | 0  | 2  | 0  | 11    |
| 34     | Puerto Rico          | 0  | 0  | 1  | 1  | 0  | 0  | 0  | 0  | 11    |
| 39     | Bahamas              | 1  | 0  | 0  | 0  | 0  | 0  | 1  | 0  | 10    |
| 40     | Ecuador              | 0  | 0  | 0  | 1  | 1  | 0  | 0  | 0  | 9     |
| 40     | Finlandia            | 0  | 0  | 0  | 0  | 0  | 2  | 1  | 1  | 9     |
| 40     | Nueva Zelanda        | 0  | 0  | 0  | 1  | 0  | 0  | 2  | 0  | 9     |
| 43     | República Checa      | 0  | 0  | 1  | 0  | 0  | 0  | 0  | 2  | 8     |
| 43     | Marruecos            | 1  | 0  | 0  | 0  | 0  | 0  | 0  | 0  | 8     |
| 43     | Catar                | 1  | 0  | 0  | 0  | 0  | 0  | 0  | 0  | 8     |
| 43     | Venezuela            | 1  | 0  | 0  | 0  | 0  | 0  | 0  | 0  | 8     |
| 47     | Barbados             | 0  | 0  | 1  | 0  | 0  | 0  | 0  | 1  | 7     |
| 47     | Burkina Faso         | 0  | 1  | 0  | 0  | 0  | 0  | 0  | 0  | 7     |
| 47     | Corea del Sur        | 0  | 1  | 0  | 0  | 0  | 0  | 0  | 0  | 7     |
| 47     | Trinidad y Tobago    | 0  | 0  | 0  | 0  | 1  | 1  | 0  | 0  | 7     |
| 51     | Botsuana             | 0  | 0  | 0  | 0  | 0  | 2  | 0  | 1  | 6     |
| 51     | Israel               | 0  | 0  | 1  | 0  | 0  | 0  | 0  | 0  | 6     |
| 51     | Filipinas            | 0  | 0  | 1  | 0  | 0  | 0  | 0  | 0  | 6     |
| 54     | Baréin               | 0  | 0  | 0  | 1  | 0  | 0  | 0  | 0  | 5     |
| 54     | Estonia              | 0  | 0  | 0  | 0  | 0  | 0  | 2  | 1  | 5     |
| 54     | Guatemala            | 0  | 0  | 0  | 1  | 0  | 0  | 0  | 0  | 5     |
| 54     | Liberia              | 0  | 0  | 0  | 1  | 0  | 0  | 0  | 0  | 5     |
| 54     | Níger                | 0  | 0  | 0  | 1  | 0  | 0  | 0  | 0  | 5     |
| 54     | Rumania              | 0  | 0  | 0  | 0  | 0  | 1  | 1  | 0  | 5     |
| 60     | Albania              | 0  | 0  | 0  | 0  | 1  | 0  | 0  | 0  | 4     |
| 60     | Dominica             | 0  | 0  | 0  | 0  | 1  | 0  | 0  | 0  | 4     |
| 60     | Ghana                | 0  | 0  | 0  | 0  | 1  | 0  | 0  | 0  | 4     |
| 60     | Hungría              | 0  | 0  | 0  | 0  | 1  | 0  | 0  | 0  | 4     |
| 60     | Pakistán             | 0  | 0  | 0  | 0  | 1  | 0  | 0  | 0  | 4     |
| 60     | Uzbekistán           | 0  | 0  | 0  | 0  | 1  | 0  | 0  | 0  | 4     |
| 66     | Letonia              | 0  | 0  | 0  | 0  | 0  | 1  | 0  | 0  | 3     |
| 67     | Costa de Marfil      | 0  | 0  | 0  | 0  | 0  | 0  | 1  | 0  | 2     |
| 67     | Moldavia             | 0  | 0  | 0  | 0  | 0  | 0  | 1  | 0  | 2     |
| 67     | México               | 0  | 0  | 0  | 0  | 0  | 0  | 1  | 0  | 2     |
| 67     | Panamá               | 0  | 0  | 0  | 0  | 0  | 0  | 1  | 0  | 2     |
| 67     | Serbia               | 0  | 0  | 0  | 0  | 0  | 0  | 1  | 0  | 2     |
| 67     | Tanzania             | 0  | 0  | 0  | 0  | 0  | 0  | 1  | 0  | 2     |
| 73     | Colombia             | 0  | 0  | 0  | 0  | 0  | 0  | 0  | 1  | 1     |
| 73     | Irlanda              | 0  | 0  | 0  | 0  | 0  | 0  | 0  | 1  | 1     |
| 73     | Samoa                | 0  | 0  | 0  | 0  | 0  | 0  | 0  | 1  | 1     |
| 73     | Turquía              | 0  | 0  | 0  | 0  | 0  | 0  | 0  | 1  | 1     |

{{Fuente: 2022 World Athletics Championships Placing Table}}